# Neptis ochracea
Neptis ochracea är en fjärilsart som beskrevs av Evans 1924. Neptis ochracea ingår i släktet Neptis och familjen praktfjärilar. Inga underarter finns listade i Catalogue of Life.